# Jonathan Ericsson
Jonathan Ericsson (* 2. března 1984, Karlskrona, Švédsko) je švédský hokejový obránce, který je od roku 2020 bez angažmá.

## Kariéra v NHL
Draftován byl v roce 2002 týmem Detroit Red Wings, ale svůj debut v NHL si odbyl až v roce 2007, kdy v 8 zápasech nasbíral 1 bod. O rok později si za Red Wings zahrál 19 zápasů a v nich nasbíral 4 body. V další sezóně už nastupoval za Red Wings pravidelně a tak tomu je do dnes. Ericsson dává přednost fyzickému pojetí hry a proto nesbírá moc bodů, ale pro mužstvo je na ledě velice důležitý.

## Klubové statistiky
| Sezona     | Klub                  | Soutěž     | Základní část | Základní část | Základní část | Základní část | Základní část | Play off | Play off | Play off | Play off | Play off |
| Sezona     | Klub                  | Soutěž     | Z             | G             | A             | B             | TM            | Z        | G        | A        | B        | TM       |
| ---------- | --------------------- | ---------- | ------------- | ------------- | ------------- | ------------- | ------------- | -------- | -------- | -------- | -------- | -------- |
| 2002/03    | HC Vita Hästen        | Swe.2      | 40            | 2             | 4             | 6             | 36            | —        | —        | —        | —        | —        |
| 2003/04    | Södertälje SK         | SEL        | 42            | 1             | 0             | 1             | 12            | —        | —        | —        | —        | —        |
| 2004/05    | Huddinge IK           | Swe.1      | 24            | 4             | 7             | 11            | 36            | —        | —        | —        | —        | —        |
| 2004/05    | Södertälje SK         | SEL        | 15            | 0             | 0             | 0             | 4             | 1        | 0        | 0        | 0        | 0        |
| 2005/06    | Almtuna IS            | Swe.1      | 19            | 2             | 3             | 5             | 44            | —        | —        | —        | —        | —        |
| 2005/06    | Södertälje SK         | SEL        | 24            | 0             | 0             | 0             | 20            | —        | —        | —        | —        | —        |
| 2006/07    | Grand Rapids Griffins | AHL        | 67            | 5             | 24            | 29            | 102           | 7        | 0        | 0        | 0        | 8        |
| 2007/08    | Grand Rapids Griffins | AHL        | 69            | 10            | 24            | 34            | 83            | —        | —        | —        | —        | —        |
| 2007/08    | Detroit Red Wings     | NHL        | 8             | 1             | 0             | 1             | 4             | —        | —        | —        | —        | —        |
| 2008/09    | Grand Rapids Griffins | AHL        | 40            | 2             | 13            | 15            | 48            | —        | —        | —        | —        | —        |
| 2008/09    | Detroit Red Wings     | NHL        | 19            | 1             | 3             | 4             | 15            | 22       | 4        | 4        | 8        | 25       |
| 2009/10    | Detroit Red Wings     | NHL        | 62            | 4             | 9             | 13            | 44            | 12       | 0        | 2        | 2        | 8        |
| 2010/11    | Detroit Red Wings     | NHL        | 74            | 3             | 12            | 15            | 87            | 11       | 1        | 2        | 3        | 4        |
| 2011/12    | Detroit Red Wings     | NHL        | 69            | 1             | 10            | 11            | 47            | 5        | 0        | 0        | 0        | 6        |
| 2012/13    | HC Vita Hästen        | Swe.2      | 3             | 0             | 3             | 3             | 4             | —        | —        | —        | —        | —        |
| 2012/13    | Södertälje SK         | Swe.1      | 4             | 0             | 1             | 1             | 6             | —        | —        | —        | —        | —        |
| 2012/13    | Detroit Red Wings     | NHL        | 45            | 3             | 10            | 13            | 29            | 14       | 0        | 3        | 3        | 2        |
| 2013/14    | Detroit Red Wings     | NHL        | 48            | 1             | 10            | 11            | 34            | —        | —        | —        | —        | —        |
| 2014/15    | Detroit Red Wings     | NHL        | 82            | 3             | 12            | 15            | 70            | 7        | 0        | 4        | 4        | 8        |
| 2015/16    | Detroit Red Wings     | NHL        | 71            | 3             | 12            | 15            | 56            | 5        | 0        | 1        | 1        | 2        |
| 2016/17    | Detroit Red Wings     | NHL        | 51            | 1             | 8             | 9             | 63            | —        | —        | —        | —        | —        |
| 2017/18    | Detroit Red Wings     | NHL        | 81            | 3             | 10            | 13            | 47            | —        | —        | —        | —        | —        |
| 2018/19    | Detroit Red Wings     | NHL        | 52            | 3             | 2             | 5             | 35            | —        | —        | —        | —        | —        |
| 2019/20    | Detroit Red Wings     | NHL        | 18            | 0             | 0             | 0             | 4             | —        | —        | —        | —        | —        |
| 2019/20    | Grand Rapids Griffins | AHL        | 10            | 0             | 2             | 2             | 8             | —        | —        | —        | —        | —        |
| NHL celkem | NHL celkem            | NHL celkem | 662           | 27            | 98            | 125           | 531           | 76       | 5        | 16       | 21       | 55       |

## Reprezentační kariéra
Za Švédsko si zahrál na mistrovství světa 2010 v Německu a získal bronzovou medaili.

### Reprezentační statistiky
| Rok             | Tým             | Událost         | Z | G | A | B | TM | Umístění |
| --------------- | --------------- | --------------- | - | - | - | - | -- | -------- |
| 2010            | Švédsko         | MS              | 7 | 0 | 3 | 3 | 2  | . místo  |
| 2012            | Švédsko         | MS              | 2 | 1 | 0 | 1 | 2  | 6. místo |
| Senioři celkově | Senioři celkově | Senioři celkově | 9 | 1 | 3 | 4 | 4  |          |